# Giro de Italia 1993
La 76ª edición del Giro de Italia se disputó entre el 23 de mayo y el 13 de junio de 1993, con un recorrido de 21 etapas y 3702 km, que se recorrieron a una velocidad media de 37,712 km/h.
El gran favorito era el español Miguel Induráin, ganador de los dos últimos Tour de Francia y del Giro de Italia 1992. Como aspirantes, toda la legión de grandes corredores italianos, compuesta por Franco Chioccioli, Gianni Bugno, Marco Giovannetti y, a la cabeza de todos ellos, el incombustible Claudio Chiappucci.
El Giro comenzó con una etapa doble, compuesta por una primera prueba en línea y, a continuación, un prólogo de 9 km. El italiano Moreno Argentin, que se adjudicó la prueba en línea, fue la primera maglia rosa de aquel año.
Aunque hubo algunas etapas con dificultades montañosas en los últimos kilómetros, no hubo demasiado movimiento entre los favoritos, y Argentin llegó como líder a la décima etapa, una contrarreloj individual de 28 km en la que se esperaba el primer golpe de efecto de Induráin. Este no defraudó. Se adjudicó la etapa, aventajando a la mayoría de corredores en más de un minuto, y se colgó la maglia rosa. Sin embargo, al día siguiente, tras una multitudinaria escapada, el italiano Bruno Leali se convertiría en el nuevo líder.
En la decimocuarta etapa, tras una gran selección en la alta montaña, Induráin recuperaría su condición de líder de la carrera. Aquel día se decidió qué corredores iban a luchar realmente por la victoria final en el Giro. Induráin, Chiappucci y el letón Piotr Ugrumov, se distanciaban en menos de un minuto. Algo más retrasados, Massimiliano Lelli, Pável Tonkov y Vladimir Poulnikov aún mantenían algunas posibilidades.
Las etapas de montaña de los días siguientes no iban a establecer nuevas diferencias, y así se llegó a la cronoescalada a Sestriere, de 55 km, la cual decidiría casi con toda probabilidad la clasificación general. Tal y como se pronosticaba, Induráin volvió, una vez más, a arrasar en la lucha contra el cronómetro. Solo Ugrumov pudo resistir su maestría y quedar a menos de un minuto. Chiappucci perdió más de cuatro minutos, a pesar de lo cual conseguiría mantener la tercera posición final. La etapa siguiente, penúltima, resultó muy movida, y Ugrumov intentó poner en apuros al líder de la carrera. Al final, aunque consiguió rebajar la desventaja en algo más de medio minuto, Ugrumov terminaría siendo segundo del Giro de Italia, a 58 segundos de Induráin.
Así, Miguel Induráin ganaba su segundo Giro consecutivo, acompañado en el podio de Milán por el letón Piotr Ugrumov y el italiano Claudio Chiappucci, ganador de la clasificación de la montaña.

## Equipos participantes
| N.    | Cod. | Equipo                      |
| ----- | ---- | --------------------------- |
| 1-9   | BAN  | Banesto                     |
| 11-19 | AMO  | Amore & Vita-Galatron       |
| 21-29 | ART  | Artiach-Filipinos-Chiquilin |
| 31-39 | CAR  | Carrera-Tassoni             |
| 41-49 | CAS  | Castorama                   |
| 51-59 | ARI  | Ceramiche Ariostea          |
| 61-69 | ELD  | Mapei-Viner                 |
| 71-79 | LOS  | Festina-Lotus               |
| 81-89 | GAN  | Gan                         |
| 91-99 | GAT  | Gatorade-Bianchi            |

| N.      | Cod. | Squadra                    |
| ------- | ---- | -------------------------- |
| 101-109 | JOL  | Jolly Componibili-Club 88  |
| 111-119 | KEL  | Kelme-Xacobeo              |
| 121-129 | LAM  | Lampre-Polti               |
| 131-139 | MEC  | Mecair-Ballan              |
| 141-149 | MER  | Mercatone Uno-Medeghini    |
| 151-159 | GBM  | MG Boys Maglificio-Bianchi |
| 161-169 | MOT  | Motorola-Magniflex         |
| 171-179 | NAV  | Navigare-Blue Storm        |
| 181-189 | TEL  | Telekom-Merckx             |
| 191-199 | ZGM  | ZG Mobili-Bottecchia       |

## Etapas
| Etapa | Fecha       | Recorrido                    | km       | Ganador de la etapa | Líder de la clasificación general |
| 1.ªa  | 23 de mayo  | Porto Azzurro - Portoferraio | 85       | Moreno Argentin     | Moreno Argentin                   |
| 1.ªb  | 24 de mayo  | Portoferraio                 | 9 (CRI)  | Maurizio Fondriest  | Moreno Argentin                   |
| 2.ª   | 25 de mayo  | Grosseto-Rieti               | 224      | Adriano Baffi       | Moreno Argentin                   |
| 3.ª   | 26 de mayo  | Rieti-Scanno                 | 153      | Piotr Ugrumov       | Moreno Argentin                   |
| 4.ª   | 27 de mayo  | Scanno-Marcianise            | 179      | Fabio Baldato       | Moreno Argentin                   |
| 5.ª   | 28 de mayo  | Paestum Terme-Luigiane       | 210      | Dimitri Konyshev    | Moreno Argentin                   |
| 6.ª   | 29 de mayo  | Villafranca Tirrena-Mesina   | 130      | Guido Bontempi      | Moreno Argentin                   |
| 7.ª   | 30 de mayo  | Capo d'Orlando-Agrigento     | 240      | Bjarne Riis         | Moreno Argentin                   |
| 8.ª   | 31 de mayo  | Agrigento-Palermo            | 140      | Adriano Baffi       | Moreno Argentin                   |
| 9.ª   | 1 de junio  | Montelibretti-Fabriano       | 216      | Giorgio Furlan      | Moreno Argentin                   |
| 10.ª  | 2 de junio  | Senigallia                   | 28 (CRI) | Miguel Induráin     | Miguel Induráin                   |
| 11.ª  | 3 de junio  | Senigallia-Dozza             | 184      | Fabiano Fontanelli  | Bruno Leali                       |
| 12.ª  | 4 de junio  | Dozza-Asiago                 | 239      | Dimitri Konyshev    | Bruno Leali                       |
| 13.ª  | 5 de junio  | Asiago-Corvara Alta Badia    | 220      | Moreno Argentin     | Bruno Leali                       |
| 14.ª  | 6 de junio  | Corvara-Corvara              | 245      | Claudio Chiappucci  | Miguel Induráin                   |
| 15.ª  | 7 de junio  | Corvara Alta Badia-Lumezzane | 263      | Davide Cassani      | Miguel Induráin                   |
| 16.ª  | 8 de junio  | Lumezzane-Borgo Val di Taro  | 181      | Fabio Baldato       | Miguel Induráin                   |
| 17.ª  | 9 de junio  | Varazze-Valle Varaita        | 223      | Marco Saligari      | Miguel Induráin                   |
| 18.ª  | 10 de junio | Sampeyre-Fossano             | 150      | Adriano Baffi       | Miguel Induráin                   |
| 19.ª  | 11 de junio | Pinerolo-Sestriere           | 55 (CRI) | Miguel Induráin     | Miguel Induráin                   |
| 20.ª  | 12 de junio | Turín-Oropa                  | 162      | Massimo Ghirotto    | Miguel Induráin                   |
| 21.ª  | 13 de junio | Biella-Milán                 | 166      | Fabio Baldato       | Miguel Induráin                   |

## Clasificaciones

### Clasificación general(Maglia Rosa)
| \| Clasificación general \| Clasificación general \| Clasificación general \| Clasificación general \| Clasificación general \| \| Ciclista \| Ciclista \| Equipo \| Tiempo \| \| \| --------------------- \| --------------------- \| -------------------------------- \| --------------------- \| --------------------- \| \| 1.º \| Miguel Induráin \| Banesto \| 98 h 09 min 44 s \| \| \| 2.º \| Piotr Ugriúmov \| Mecair-Ballan \| + 58 s \| \| \| 3.º \| Claudio Chiappucci \| Carrera Jeans-Tassoni \| + 5 min 27 s \| \| \| 4.º \| Massimiliano Lelli \| Ariostea \| + 6 min 09 s \| \| \| 5.º \| Pável Tonkov \| Lampre-Polti \| + 7 min 11 s \| \| \| 6.º \| Moreno Argentin \| Mecair-Ballan \| + 9 min 12 s \| \| \| 7.º \| Vladímir Pulnikov \| Carrera Jeans-Tassoni \| + 11 min 30 s \| \| \| 8.º \| Maurizio Fondriest \| Lampre-Polti \| + 12 min 53 s \| \| \| 9.º \| Stephen Roche \| Carrera Jeans-Tassoni \| + 13 min 31 s \| \| \| 10.º \| Zenon Jaskuła \| GB-MG Boys Maglificio-Bianchi \| + 13 min 41 s \| \| \| 11.º \| Flavio Giupponi \| Mercatone Uno-Zucchini-Medeghini \| + 14 min 59 s \| \| \| 12.º \| Giorgio Furlan \| Ariostea \| + 16 min 57 s \| \| \| 13.º \| Wladimir Belli \| Lampre-Polti \| + 18 min 45 s \| \| \| 14.º \| Andrew Hampsten \| Motorola \| + 19 min 25 s \| \| \| 15.º \| Bruno Leali \| Mercatone Uno-Zucchini-Medeghini \| + 19 min 34 s \| \| \| 16.º \| Enrico Zaina \| Mercatone Uno-Zucchini-Medeghini \| + 24 min 00 s \| \| \| 17.º \| Heinz Imboden \| Mecair-Ballan \| + 25 min 18 s \| \| \| 18.º \| Gianni Bugno \| Gatorade \| + 27 min 01 s \| \| \| 19.º \| Franco Chioccioli \| GB-MG Boys Maglificio-Bianchi \| + 29 min 49 s \| \| \| 20.º \| Nelson Rodríguez \| ZG Mobili \| + 30 min 41 s \| \| \| 21.º \| Stefano della Santa \| Mapei-Viner \| + 30 min 49 s \| \| \| 22.º \| Abelardo Rondón \| Gatorade \| + 34 min 50 s \| \| \| 23.º \| Gianni Faresin \| ZG Mobili \| + 37 min 46 s \| \| \| 24.º \| Alberto Volpi \| \| + 38 min 43 s \| \| \| 25.º \| Thierry Bourguignon \| Castorama \| + 39 min 22 s \| \| |                     |                                  |                  |
| |                     |                                  |                  |
| |                     |                                  |                  |
| Clasificación general |                     |                                  |                  |
| Ciclista | Ciclista            | Equipo                           | Tiempo           |
| 1.º | Miguel Induráin     | Banesto                          | 98 h 09 min 44 s |
| 2.º | Piotr Ugriúmov      | Mecair-Ballan                    | + 58 s           |
| 3.º | Claudio Chiappucci  | Carrera Jeans-Tassoni            | + 5 min 27 s     |
| 4.º | Massimiliano Lelli  | Ariostea                         | + 6 min 09 s     |
| 5.º | Pável Tonkov        | Lampre-Polti                     | + 7 min 11 s     |
| 6.º | Moreno Argentin     | Mecair-Ballan                    | + 9 min 12 s     |
| 7.º | Vladímir Pulnikov   | Carrera Jeans-Tassoni            | + 11 min 30 s    |
| 8.º | Maurizio Fondriest  | Lampre-Polti                     | + 12 min 53 s    |
| 9.º | Stephen Roche       | Carrera Jeans-Tassoni            | + 13 min 31 s    |
| 10.º | Zenon Jaskuła       | GB-MG Boys Maglificio-Bianchi    | + 13 min 41 s    |
| 11.º | Flavio Giupponi     | Mercatone Uno-Zucchini-Medeghini | + 14 min 59 s    |
| 12.º | Giorgio Furlan      | Ariostea                         | + 16 min 57 s    |
| 13.º | Wladimir Belli      | Lampre-Polti                     | + 18 min 45 s    |
| 14.º | Andrew Hampsten     | Motorola                         | + 19 min 25 s    |
| 15.º | Bruno Leali         | Mercatone Uno-Zucchini-Medeghini | + 19 min 34 s    |
| 16.º | Enrico Zaina        | Mercatone Uno-Zucchini-Medeghini | + 24 min 00 s    |
| 17.º | Heinz Imboden       | Mecair-Ballan                    | + 25 min 18 s    |
| 18.º | Gianni Bugno        | Gatorade                         | + 27 min 01 s    |
| 19.º | Franco Chioccioli   | GB-MG Boys Maglificio-Bianchi    | + 29 min 49 s    |
| 20.º | Nelson Rodríguez    | ZG Mobili                        | + 30 min 41 s    |
| 21.º | Stefano della Santa | Mapei-Viner                      | + 30 min 49 s    |
| 22.º | Abelardo Rondón     | Gatorade                         | + 34 min 50 s    |
| 23.º | Gianni Faresin      | ZG Mobili                        | + 37 min 46 s    |
| 24.º | Alberto Volpi       |                                  | + 38 min 43 s    |
| 25.º | Thierry Bourguignon | Castorama                        | + 39 min 22 s    |

### Clasificación por puntos(Maglia Ciclamino)
| Clasificación por puntos | Clasificación por puntos | Clasificación por puntos         | Clasificación por puntos | Clasificación por puntos |
| Ciclista                 | Ciclista                 | Equipo                           | Puntos                   |                          |
| ------------------------ | ------------------------ | -------------------------------- | ------------------------ | ------------------------ |
| 1.º                      | Adriano Baffi            | Mercatone Uno-Zucchini-Medeghini | 228 pts                  |                          |
| 2.º                      | Maurizio Fondriest       | Lampre-Polti                     | 187 pts                  |                          |
| 3.º                      | Miguel Induráin          | Banesto                          | 167 pts                  |                          |
| 4.º                      | Fabio Baldato            | GB-MG Boys Maglificio-Bianchi    | 164 pts                  |                          |
| 5.º                      | Moreno Argentin          | Mecair-Ballan                    | 141 pts                  |                          |

### Clasificación de la montaña(Maglia Verde)
| Clasificación de la montaña | Clasificación de la montaña | Clasificación de la montaña      | Clasificación de la montaña | Clasificación de la montaña |
| Ciclista                    | Ciclista                    | Equipo                           | Puntos                      |                             |
| --------------------------- | --------------------------- | -------------------------------- | --------------------------- | --------------------------- |
| 1.º                         | Claudio Chiappucci          | Carrera Jeans-Tassoni            | 42 pts                      |                             |
| 2.º                         | Mariano Piccoli             | Mercatone Uno-Zucchini-Medeghini | 40 pts                      |                             |
| 3.º                         | Miguel Induráin             | Banesto                          | 33 pts                      |                             |
| 4.º                         | Gianluca Bortolami          | Lampre-Polti                     | 33 pts                      |                             |
| 5.º                         | Piotr Ugriúmov              | Mecair-Ballan                    | 32 pts                      |                             |

### Clasificación de los jóvenes(Maglia Bianca)
| Clasificación del mejor joven | Clasificación del mejor joven | Clasificación del mejor joven    | Clasificación del mejor joven | Clasificación del mejor joven |
| Ciclista                      | Ciclista                      | Equipo                           | Tiempo                        |                               |
| ----------------------------- | ----------------------------- | -------------------------------- | ----------------------------- | ----------------------------- |
| 1.º                           | Pável Tonkov                  | Lampre-Polti                     | 98 h 16 min 55 s              |                               |
| 2.º                           | Wladimir Belli                | Lampre-Polti                     | + 11 min 35 s                 |                               |
| 3.º                           | Francesco Casagrande          | Mercatone Uno-Zucchini-Medeghini | + 1 h 07 min 38 s             |                               |
| 4.º                           | Kai Hundertmarck              | Motorola                         | + 1 h 15 min 15 s             |                               |
| 5.º                           | Vladislav Bóbrik              | Mecair-Ballan                    | + 1 h 43 min 22 s             |                               |

### Clasificación intergiro
| Clasificación intergiro |                 |               |                    |
| Ciclista                | Ciclista        | Equipo        | Tiempo             |
| ----------------------- | --------------- | ------------- | ------------------ |
| 1.º                     | Ján Svorada     | Lampre-Polti  | 53 min 10 min 33 s |
| 2.º                     | Stefano Colagè  | ZG Mobili     | + 40 s             |
| 3.º                     | Miguel Induráin | Banesto       | + 41 s             |
| 4.º                     | Adriano Baffi   | Mercatone Uno | + 1 min 10 s       |
| 5.º                     | Piotr Ugriúmov  | Mecair        | + 1 min 42 s       |

### Clasificación por equipos
| Clasificación por equipos | Clasificación por equipos        | Clasificación por equipos | Clasificación por equipos |
| Equipo                    | Equipo                           | Tiempo                    |                           |
| ------------------------- | -------------------------------- | ------------------------- | ------------------------- |
| 1.º                       | Lampre-Polti                     | 294 h 50 min 53 s         |                           |
| 2.º                       | Carrera Jeans-Tassoni            | + 2 min 24 s              |                           |
| 3.º                       | Ariostea                         | + 6 min 47 s              |                           |
| 4.º                       | Mecair-Ballan                    | + 9 min 59 s              |                           |
| 5.º                       | Mercatone Uno-Zucchini-Medeghini | + 22 min 56 s             |                           |

### Clasificación por equipos por puntos
| Clasificación por equipos por puntos |                         |        |
| Equipo                               | Equipo                  | Tiempo |
| ------------------------------------ | ----------------------- | ------ |
| 1.º                                  | Ceramiche Ariostea      | 531    |
| 2.º                                  | Mercatone Uno-Medeghini | 460    |
| 3.º                                  | Lampre-Polti            | 444    |
| 4.º                                  | Carrera-Tassoni         | 417    |
| 5.º                                  | Mecair-Ballan           | 383    |

## Evolución de las clasificaciones
| Etapa               | Vencedor            | Clasificación general Maglia rosa | Clasificación por puntos Maglia ciclamino | Clasificación de la montaña Maglia verde | Clasificación mejor Joven Maglia bianca | Clasificación intergiro Maglia azzurra | Clasificación por equipos |
| ------------------- | ------------------- | --------------------------------- | ----------------------------------------- | ---------------------------------------- | --------------------------------------- | -------------------------------------- | ------------------------- |
| 1.ª-1.ª             | Moreno Argentin     | Moreno Argentin                   | Moreno Argentin                           | no se otorgó                             | Francesco Casagrande                    | no se otorgó                           | Mecair-Ballan             |
| 1.ª-2.ª             | Maurizio Fondriest  | Moreno Argentin                   | Moreno Argentin                           | no se otorgó                             | Eddy Seigneur                           | no se otorgó                           | Mecair-Ballan             |
| 2.ª                 | Adriano Baffi       | Moreno Argentin                   | Marco Saligari                            | Francesco Casagrande                     | Francesco Casagrande                    | no se otorgó                           | Mecair-Ballan             |
| 3.ª                 | Piotr Ugrumov       | Moreno Argentin                   | Marco Saligari                            | Francesco Casagrande                     | Francesco Casagrande                    | Stefano Colagè                         | Mecair-Ballan             |
| 4.ª                 | Fabio Baldato       | Moreno Argentin                   | Marco Saligari                            | Francesco Casagrande                     | Francesco Casagrande                    | Stefano Colagè                         | Mecair-Ballan             |
| 5.ª                 | Dimitri Konyshev    | Moreno Argentin                   | Marco Saligari                            | Francesco Casagrande                     | Francesco Casagrande                    | Ján Svorada                            | Carrera-Tassoni           |
| 6.ª                 | Guido Bontempi      | Moreno Argentin                   | Adriano Baffi                             | Francesco Casagrande                     | Francesco Casagrande                    | Ján Svorada                            | Carrera-Tassoni           |
| 7.ª                 | Bjarne Riis         | Moreno Argentin                   | Adriano Baffi                             | Francesco Casagrande                     | Francesco Casagrande                    | Ján Svorada                            | Ceramiche Ariostea        |
| 8.ª                 | Adriano Baffi       | Moreno Argentin                   | Adriano Baffi                             | Mariano Piccoli                          | Francesco Casagrande                    | Stefano Colagè                         | Ceramiche Ariostea        |
| 9.ª                 | Giorgio Furlan      | Moreno Argentin                   | Adriano Baffi                             | Mariano Piccoli                          | Francesco Casagrande                    | Stefano Colagè                         | Ceramiche Ariostea        |
| 10.ª                | Miguel Induráin     | Miguel Induráin                   | Adriano Baffi                             | Mariano Piccoli                          | Francesco Casagrande                    | Stefano Colagè                         | Mecair-Ballan             |
| 11.ª                | Fabiano Fontanelli  | Bruno Leali                       | Adriano Baffi                             | Mariano Piccoli                          | Francesco Casagrande                    | Stefano Colagè                         | Lampre-Polti              |
| 12.ª                | Dimitri Konyshev    | Bruno Leali                       | Adriano Baffi                             | Mariano Piccoli                          | Pavel Tonkov                            | Stefano Colagè                         | Lampre-Polti              |
| 13.ª                | Moreno Argentin     | Bruno Leali                       | Adriano Baffi                             | Mariano Piccoli                          | Pavel Tonkov                            | Ján Svorada                            | Lampre-Polti              |
| 14.ª                | Claudio Chiappucci  | Miguel Induráin                   | Adriano Baffi                             | Claudio Chiappucci                       | Pavel Tonkov                            | Stefano Colagè                         | Carrera-Tassoni           |
| 15.ª                | Davide Cassani      | Miguel Induráin                   | Adriano Baffi                             | Mariano Piccoli                          | Pavel Tonkov                            | Stefano Colagè                         | Carrera-Tassoni           |
| 16.ª                | Fabio Baldato       | Miguel Induráin                   | Maurizio Fondriest                        | Mariano Piccoli                          | Pavel Tonkov                            | Stefano Colagè                         | Carrera-Tassoni           |
| 17.ª                | Marco Saligari      | Miguel Induráin                   | Maurizio Fondriest                        | Mariano Piccoli                          | Pavel Tonkov                            | Ján Svorada                            | Carrera-Tassoni           |
| 18.ª                | Adriano Baffi       | Miguel Induráin                   | Adriano Baffi                             | Claudio Chiappucci                       | Pavel Tonkov                            | Ján Svorada                            | Lampre-Polti              |
| 19.ª                | Miguel Induráin     | Miguel Induráin                   | Adriano Baffi                             | Claudio Chiappucci                       | Pavel Tonkov                            | Ján Svorada                            | Lampre-Polti              |
| 20.ª                | Massimo Ghirotto    | Miguel Induráin                   | Adriano Baffi                             | Claudio Chiappucci                       | Pavel Tonkov                            | Ján Svorada                            | Lampre-Polti              |
| 21.ª                | Fabio Baldato       | Miguel Induráin                   | Adriano Baffi                             | Claudio Chiappucci                       | Pavel Tonkov                            | Ján Svorada                            | Lampre-Polti              |
| Clasificación final | Clasificación final | Miguel Induráin                   | Adriano Baffi                             | Claudio Chiappucci                       | Pavel Tonkov                            | Ján Svorada                            | Lampre-Polti              |